# Husby, Tyskland
Husby är en kommun  (Gemeinde) i förbundslandet Schleswig-Holstein i norra Tyskland, nära gränsen mot Danmark. Till kommunen hör Gremmerup, Hodderup, Husbyholz, Markerup och Voldewraa. Folkmängden uppgår till cirka 2 400 invånare.
Kommunen ingår i kommunalförbundet Amt Hürup tillsammans med ytterligare sex kommuner.